# Diplazium andinum
Diplazium andinum là một loài thực vật có mạch trong họ Woodsiaceae. Loài này được (L. Pacheco & R.C. Moran) M. Kessler & A.R. Sm. mô tả khoa học đầu tiên năm 2007.